# An Cat Dubh
An Cat Dubh ist eine Irish-Folk- und Folk-Rock-Band aus Darmstadt. Die Band spielt seit 1992 eigene und fremde Songs. Der Bandname An Cat Dubh ist irisch (ausgesprochen: An Kat Duw) und bedeutet „Die schwarze Katze“. Die Band zeichnet sich durch ihre musikalische Offenheit und Vielseitigkeit aus. In melodiebetonten Rock-Songs verarbeitet sie unterschiedliche Stilelemente. An Cat Dubh tritt in Pubs und Clubs im In- und Ausland auf; dazu zählen mehrere Auftritte in Edinburgh und Aberdeen im Rahmen einer Schottland-Tournee sowie einige Auftritte in Frankreich und Großbritannien.
2017 kam zum 25-jährigen Jubiläum die bislang letzte Studio-CD auf den Markt. Das Album What the Folk wurde am 9. Dezember 2017 in der Goldenen Krone in Darmstadt veröffentlicht. Die meisten Stücke auf dem Album sind eigene Kompositionen.
Das Repertoire der fünf Musiker umfasst neben traditionellen Stücken zahlreiche Eigenkompositionen und -interpretationen, eine Mixtur aus eingängigen Rockelementen und Einflüssen aus Irland und Schottland.

## An Cat Dubh Light
Gelegentlich tritt An Cat Dubh unter der Bezeichnung An Cat Dubh Light nur zu dritt auf, mit Daniel Zimbrich, Anand Kumar und Olaf Würtele als Gitarrist. Bei diesen Auftritten wird auf Bass sowie Schlagzeug verzichtet. In dieser Besetzung werden vorwiegend Traditionals gespielt.

## Diskografie
- 1992: Totally out of Time
- 1993: Black Is the Colour
- 1995: Something Old, Something New, Something Borrowed, Something Blue
- 1996: The Black Cat’s Around (Live)
- 1998: Long Time No See
- 2002: Once
- 2004: An Cat Dubh – Light
- 2008: 15 (Live)
- 2017: What the Folk